# Gare d'Anseremme
La gare d'Anseremme est une gare ferroviaire belge de la ligne 166, de (Dinant) Y Neffe à Bertrix, située à Anseremme section de la ville de Dinant, province de Namur en région Wallonne.
Elle est mise en service en 1896 par les Chemins de fer de l'État belge. C'est une halte ferroviaire de la Société nationale des chemins de fer belges (SNCB) desservie par des trains Omnibus (L), d’Heure de pointe (P) et Touristiques (T).

## Situation ferroviaire
Établie à 109 m d'altitude, la gare d'Anseremme est située au point kilométrique (PK) 2,20 de la ligne 166, de (Dinant) Y Neffe à Bertrix, juste après le viaduc d'Anseremme, entre les gares ouvertes de Dinant (sur la ligne 154, venant de Namur) et de Gendron - Celles.

## Histoire
La station d'Anseremme est mise en service le 27 juillet 1896 par les Chemins de fer de l'État-Belge, lorsqu'ils ouvrent à l'exploitation la section de Anseremme à Gendron - Celles. Le 1er juin 1898 elle est reliée à Dinant avec l'ouverture du tronçon de Y Neffe à Anseremme comportant le viaduc sur la Meuse.
Le bâtiment consistait en une gare de plan type 1881, comme plusieurs autres gares de cette portion de ligne, c’était une des dernières gares de ce modèle à avoir été construites. Ce bâtiment, délabré après sa fermeture fut finalement démoli en 2014. La halle à marchandises, bien que ne servant plus depuis de nombreuses années, existe toujours.
Pendant la guerre, on avait édifié à proximité un abri souterrain pour protéger le personnel en cas de bombardement du pont, tout proche.

## Service des Voyageurs

### Accueil
Halte SNCB, c'est un point d'arrêt non géré (PANG) à accès libre.

### Desserte
Anseremme est desservie par des trains Omnibus (L) et d’Heure de pointe (P) de la SNCB, qui effectuent des missions sur la ligne 166.

#### Semaine
En semaine, la desserte comprend un train L par heure reliant Namur à Libramont via Dinant.
Il existe également deux trains d’heure de pointe, le matin : 
- un train P reliant Bertrix à Dinant ;
- un train P reliant Bertrix à Namur.

#### Week-ends et fériés
La desserte se résume à un train L toutes les deux heures reliant Namur à Libramont.
L'été, il existe cinq trains touristiques (T) destinés aux amateurs de Kayak sur la Lesse (rivière). Ces trains circulent en début de journée de Dinant à Houyet.

### Intermodalité
Un parking pour les véhicules est disponible à proximité de l'ancien bâtiment voyageurs. Elle est desservie par des bus.

## Comptage voyageurs
Le graphique et le tableau montrent le nombre de passagers qui en moyenne embarquent durant la semaine, le samedi et le dimanche.
| Nombre de voyageurs qui embarquent à la gare d'Anseremme | Nombre de voyageurs qui embarquent à la gare d'Anseremme | Nombre de voyageurs qui embarquent à la gare d'Anseremme | Nombre de voyageurs qui embarquent à la gare d'Anseremme |
|                                                          | Semaine                                                  | Samedi                                                   | Dimanche                                                 |
| -------------------------------------------------------- | -------------------------------------------------------- | -------------------------------------------------------- | -------------------------------------------------------- |
| 1977                                                     | 60                                                       | 38                                                       | 69                                                       |
| 1978                                                     | 58                                                       | 27                                                       | 49                                                       |
| 1979                                                     | 61                                                       | 54                                                       | 64                                                       |
| 1980                                                     | 64                                                       | 15                                                       | 43                                                       |
| 1981                                                     | 61                                                       | 32                                                       | 41                                                       |
| 1982                                                     | 69                                                       | 25                                                       | 44                                                       |
| 1983                                                     | 56                                                       | 27                                                       | 22                                                       |
| 1984                                                     | 39                                                       | 15                                                       | 24                                                       |
| 1985                                                     | 38                                                       | 105                                                      | 26                                                       |
| 1986                                                     | 44                                                       | 79                                                       | 68                                                       |
| 1987                                                     | 55                                                       | 62                                                       | 57                                                       |
| 1988                                                     | 86                                                       | 54                                                       | 133                                                      |
| 1989                                                     | 62                                                       | 38                                                       | 120                                                      |
| 1990                                                     | 9                                                        | 108                                                      | 110                                                      |
| 1991                                                     | 63                                                       | 113                                                      | 113                                                      |
| 1992                                                     | 46                                                       | 110                                                      | 90                                                       |
| 1993                                                     | 44                                                       | 34                                                       | 72                                                       |
| 1994                                                     | 58                                                       | 72                                                       | 70                                                       |
| 1995                                                     | 55                                                       | 51                                                       | 59                                                       |
| 1996                                                     | 56                                                       | 23                                                       | 21                                                       |
| 1997                                                     | 52                                                       | 139                                                      | 103                                                      |
| 1998                                                     | 46                                                       | 106                                                      | 89                                                       |
| 1999                                                     | 152                                                      | 38                                                       | 50                                                       |
| 2000                                                     | 41                                                       | 42                                                       | 86                                                       |
| 2001                                                     | 23                                                       | 11                                                       | 14                                                       |
| 2002                                                     | 39                                                       | 29                                                       | 70                                                       |
| 2003                                                     | 68                                                       | 96                                                       | 74                                                       |
| 2004                                                     | 85                                                       | 82                                                       | 40                                                       |
| 2005                                                     | 77                                                       | 119                                                      | 101                                                      |
| 2006                                                     | 52                                                       | 103                                                      | 130                                                      |
| 2007                                                     | 59                                                       | 100                                                      | 78                                                       |
| 2008                                                     | -                                                        | -                                                        | -                                                        |
| 2009                                                     | 48                                                       | 62                                                       | 64                                                       |
| 2010                                                     | -                                                        | -                                                        | -                                                        |
| 2011                                                     | -                                                        | -                                                        | -                                                        |
| 2012                                                     | 60                                                       | 85                                                       | 49                                                       |
| 2013                                                     | 49                                                       | 50                                                       | 43                                                       |
| 2014                                                     | 52                                                       | 99                                                       | 205                                                      |
| 2015                                                     | 52                                                       | 67                                                       | 55                                                       |
| 2016                                                     | 51                                                       | 72                                                       | 82                                                       |
| 2017                                                     | 103                                                      | 87                                                       | 159                                                      |
| 2018                                                     | 62                                                       | 143                                                      | 57                                                       |
| 2019                                                     | 51                                                       | 124                                                      | 45                                                       |
| 2020                                                     | 55                                                       | 60                                                       | 34                                                       |
| 2021                                                     | -                                                        | -                                                        | -                                                        |
| 2022                                                     | 120                                                      | 170                                                      | 130                                                      |
| 2023                                                     | 172                                                      | 54                                                       | 49                                                       |
| 2024                                                     | 124                                                      | 30                                                       | 29                                                       |

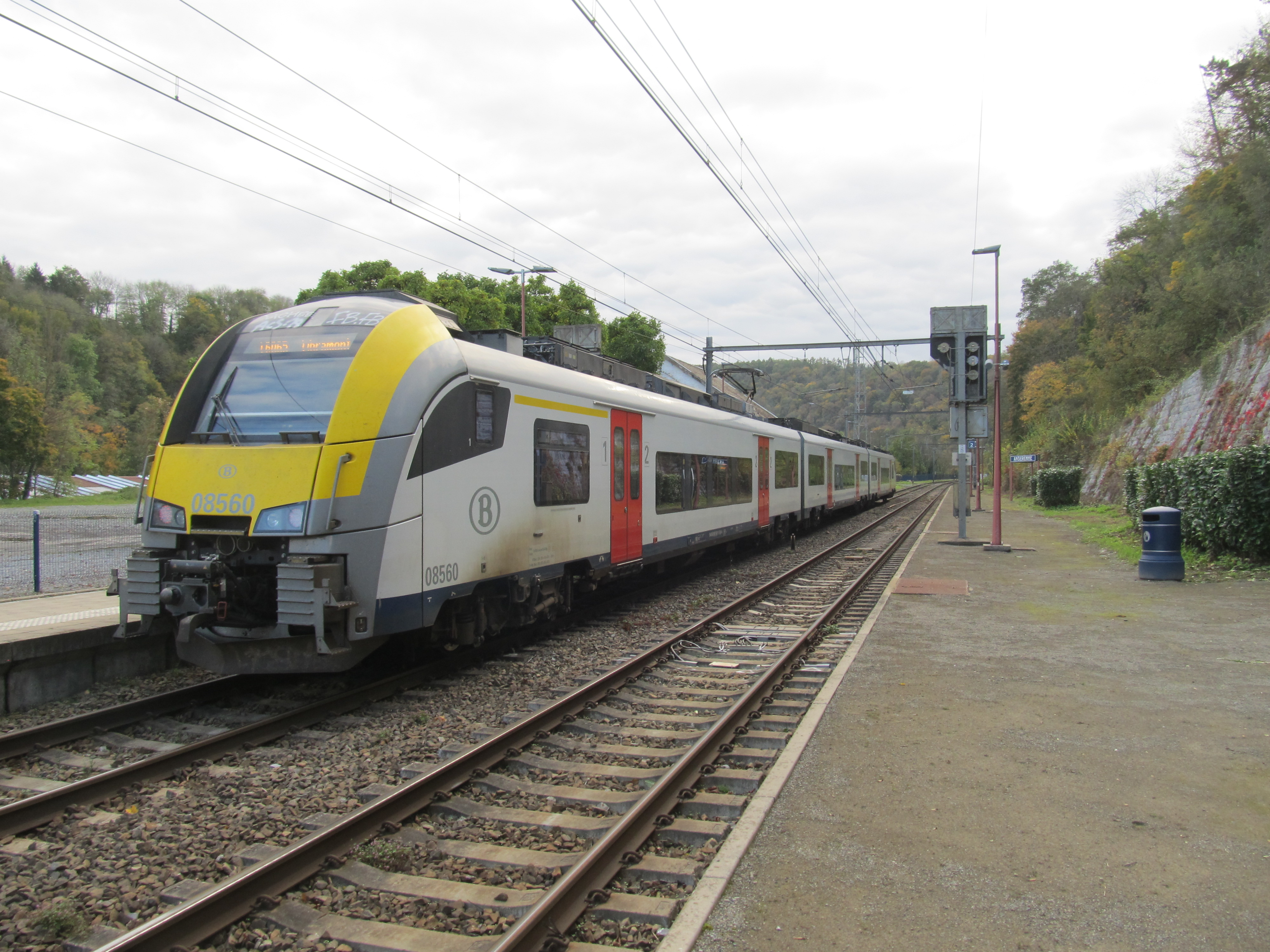
Train L vers Libramont.
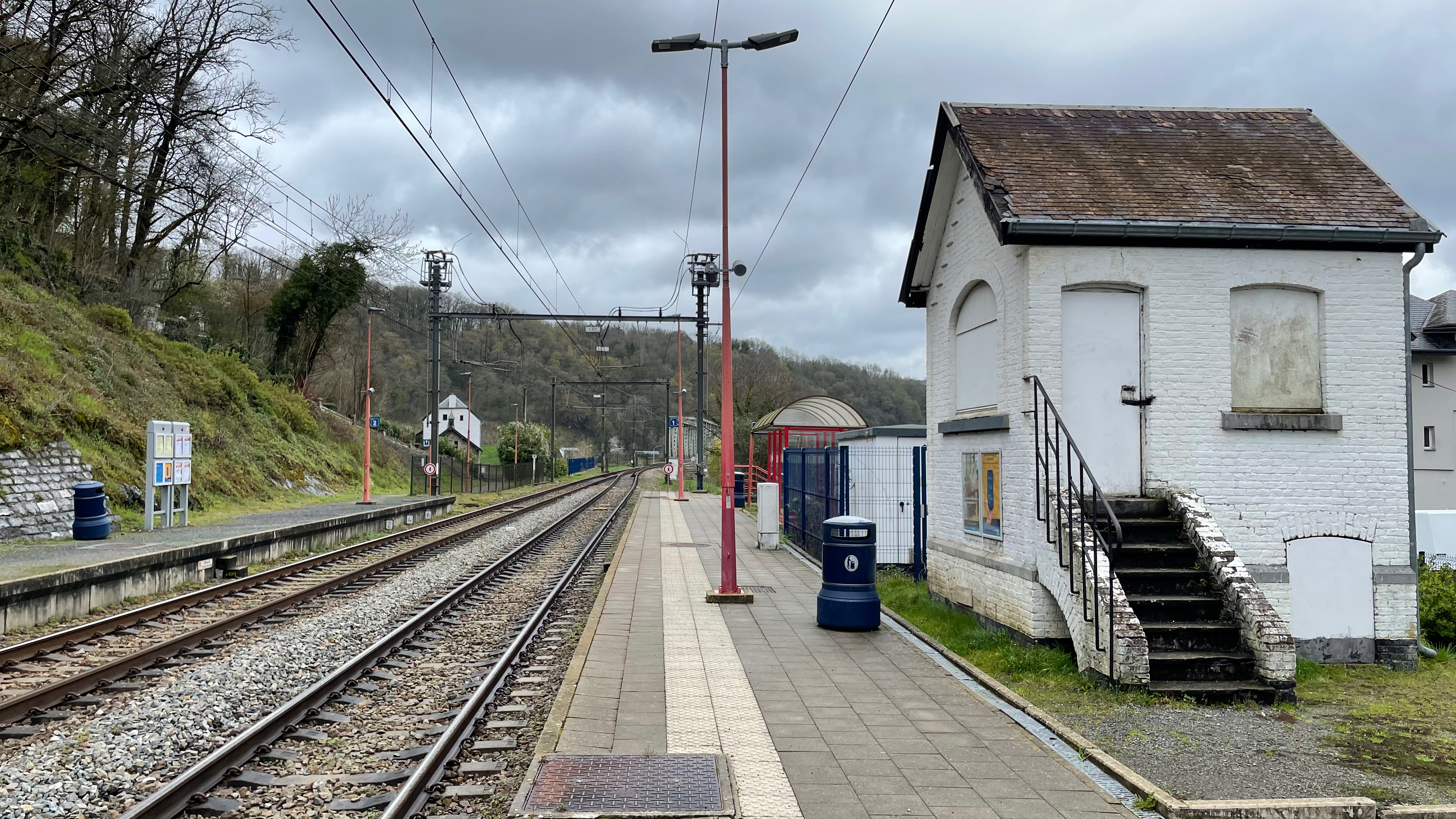
Bâtiment de service.
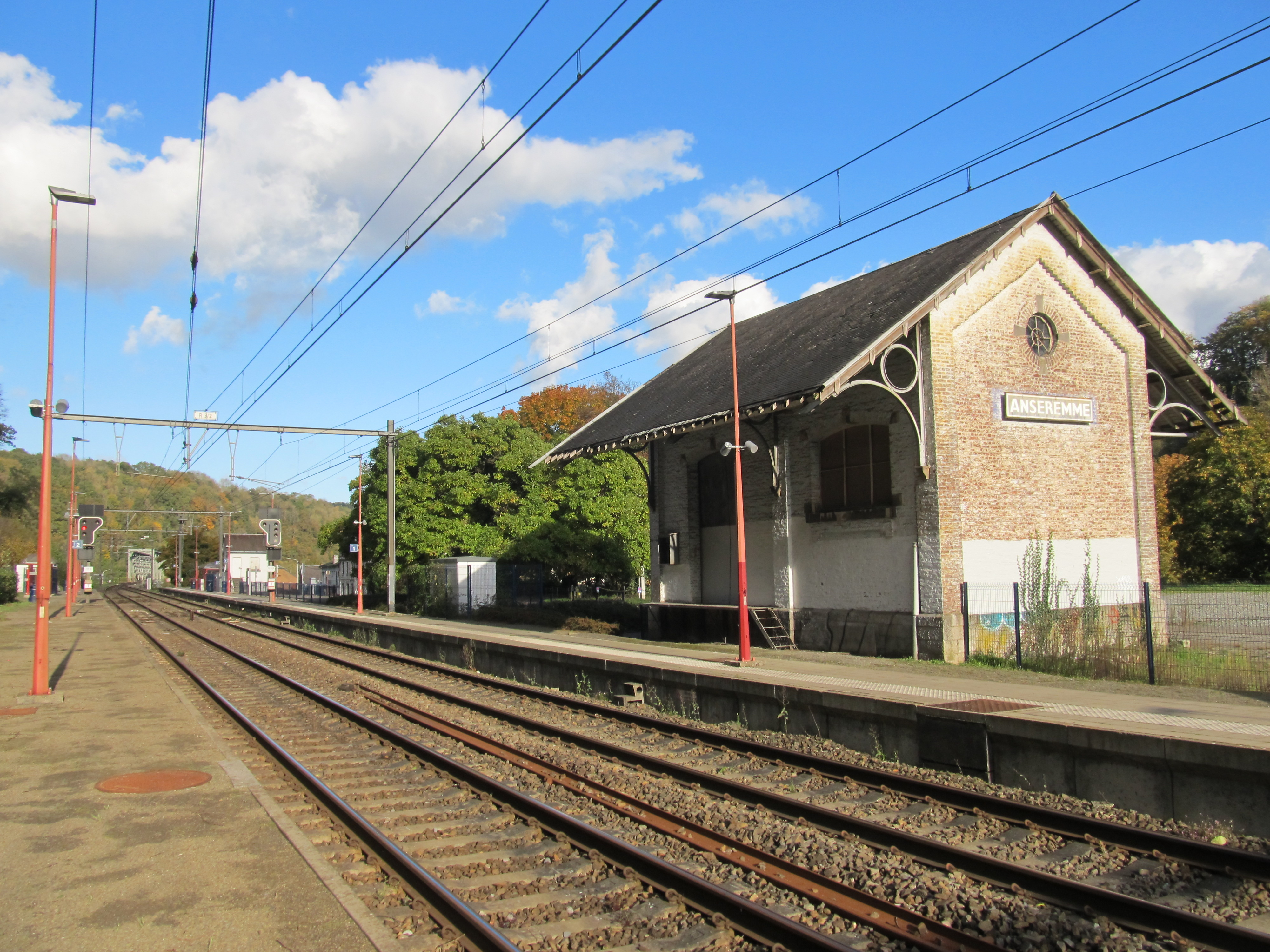
Halle à marchandises.